# Alessandro Maria Calefati
Alessandro Maria Calefati, o Kalefati (Bari, 25 giugno 1726 – Oria, 30 dicembre 1793), è stato un vescovo cattolico, archeologo, storico, linguista e teologo italiano.

## Biografia
Avendo fin da piccolo manifestato un vivace ingegno, fu avviato agli studi presso il seminario di Bari, dove si distinse nell'apprendimento del latino, del greco, della filosofia, della teologia, del diritto canonico e civile, della storia e dell'archeologia.
Fu ordinato sacerdote nel 1751 e nel 1764 divenne canonico della Cattedrale, dopo aver rinunciato nel 1762 al canonicato della Basilica di San Nicola, perché impegnato nel sostenere le ragioni della chiesa metropolitana contro le pretese del priore di San Nicola.
Nel 1770 si trasferì con la famiglia paterna a Napoli dove fu catechista nella Casa del Salvatore, precedentemente chiamata del Gesù Vecchio. Qui fu nominato rettore di un collegio di educazione. Recitò alcune dissertazioni presso un'accademia ecclesiastica istituita dall'arcivescovo cardinale Spinelli e proseguita dal successore cardinale Sersale. Nel 1780 fu nominato vescovo di Potenza, ma non accettò la nomina.
Il 17 settembre 1781 fu nominato vescovo di Oria. Ordinato vescovo il 21 settembre 1781 dal cardinale Francesco Saverio de Zelada, rimase ad Oria fino alla morte avvenuta nel 1793.

## Opere e controversie
Il Calefati fu un noto produttore di falsi diplomatici, nonché di falsi storici come il manoscritto contenente la Historia translationis mirificae imaginis S. Mariae Constantinopolitanae, che un certo prete Gregorio, personaggio inventato di sana pianta, avrebbe scritto nell'anno 892 per raccontare l'arrivo a Bari, il 3 aprile 733, della miracolosa immagine della Madonna di Costantinopoli, detta Odegitria.
Fu autore di alcune opere di scarsa importanza rimaste inedite, tra le quali:
- Gli elementi particolari della storia d'Italia, e della cronologia universale sacra e profana
- La vita di Giulio Lorenzo Selvaggio

## Genealogia episcopale
La genealogia episcopale è:
- Cardinale Scipione Rebiba
- Cardinale Giulio Antonio Santori
- Cardinale Girolamo Bernerio, O.P.
- Arcivescovo Galeazzo Sanvitale
- Cardinale Ludovico Ludovisi
- Cardinale Luigi Caetani
- Cardinale Ulderico Carpegna
- Cardinale Paluzzo Paluzzi Altieri degli Albertoni
- Papa Benedetto XIII
- Papa Benedetto XIV
- Papa Clemente XIII
- Cardinale Francesco Saverio de Zelada
- Vescovo Alessandro Maria Calefati